# Hessa
Hessa (în germană Hessen, prescurtare: HE) este un land (stat federal) al Germaniei, cu capitala la Wiesbaden. Cel mai cunoscut oraș din Hessa este metropola Frankfurt pe Main.

## Politică
Ultimele alegeri la nivel de land au avut loc în data de 22 septembrie 2013. Creștin-democrații (CDU) au obținut 38,3% din voturi; social-democrații (SPD) 30,7%; Bündnis 90/Die Grünen (ecologiștii) 11,1%; Die Linke (stânga postcomunistă) 5,2% și FDP (liberal-democrații) 5%. 
Restul partidelor s-au situat sub pragul minim de 5% pentru intrarea în landtag (parlamentul landului). 
CDU și Verzii au format o coaliție care l-a reales în funcția de premier al landului pe Volker Bouffier (CDU).

## Orașele din Hessa
Orașele cele mai mari din Hessa, după numărul lor de locuitori (iunie 2005). Printre acestea se află 5 orașe mari care nu țin de vreun district rural, fiind districte urbane (kreisfreie Städte) de sine stătătoare, marcate mai jos cu o steluță (*):

1. Frankfurt am Main: 648.300 (*)
2. Wiesbaden: 274.300 (*)
3. Kassel: 194.200 (*)
4. Darmstadt: 140.100 (*)
5. Offenbach am Main: 119.600 (*)
6. Hanau: 88.800
7. Marburg: 78.400
8. Gießen: 73.400
9. Fulda: 63.800
10. Rüsselsheim: 59.500
11. Wetzlar: 52.500
12. Bad Homburg vor der Höhe: 52.100
13. Rodgau: 43.400
14. Oberursel (Taunus): 42.900
15. Dreieich: 40.600
16. Bensheim: 39.600
17. Maintal: 38.200
18. Hofheim am Taunus: 37.900
19. Neu-Isenburg: 35.400
20. Langen (Hessen): 35.200
21. Limburg an der Lahn: 33.900
22. Dietzenbach: 33.400
23. Mörfelden-Walldorf: 33.300
24. Viernheim: 32.900
25. Lampertheim: 31.800
26. Bad Vilbel: 30.900
27. Bad Hersfeld: 30.500
28. Bad Nauheim: 30.400

## Districtele rurale din Hessa
Pe lângă cele 5 orașe de mai sus (districte urbane, kreisfreie Stadt), în Hessa există următoarele districte rurale (Landkreis), grupate în 3 regiuni administrative de tip Regierungsbezirk:

## Istorie
Hessa a fost și o țară din Evul Mediu. În 1400 avea provinciile Hessen, Nassau și Kassel.
| Darmstadt | Gießen | Kassel |
| --- | --- | --- |
| 1. Bergstraße (HP) 2. Darmstadt-Dieburg (DA) 3. Groß-Gerau (GG) 4. Hochtaunuskreis (HG) 5. Main-Kinzig-Kreis (MKK) (HU) 6. Main-Taunus-Kreis (MTK) 7. Odenwaldkreis (ERB) 8. Offenbach (OF) 9. Rheingau-Taunus-Kreis (RÜD) 10. Wetteraukreis (FB) | 1. Gießen (GI) 2. Lahn-Dill-Kreis (LDK) 3. Limburg-Weilburg (LM) 4. Marburg-Biedenkopf (MR) 5. Vogelsbergkreis (VB) | 1. Fulda (FD) 2. Hersfeld-Rotenburg (HEF) 3. Kassel (KS) 4. Schwalm-Eder-Kreis (HR) 5. Werra-Meißner-Kreis (ESW) 6. Waldeck-Frankenberg (KB) |